# Xylogone sphaerospora
Xylogone sphaerospora är en svampart som beskrevs av Arx & T. Nilsson 1969. Xylogone sphaerospora ingår i släktet Xylogone, divisionen sporsäcksvampar och riket svampar.  Arten är reproducerande i Sverige. Inga underarter finns listade i Catalogue of Life.